# Aidan Devine
Aidan Devine (nacido el 1 de agosto de 1968) es un actor de cine anglo-canadiense. 

## Primeros años
Nació en Inglaterra y emigró con su familia a Canadá a la edad de 15 años. Estudió en el Dome Theatre de Dawson College en Montreal, Quebec y comenzó su carrera actoral en Montreal. Más tarde se mudaría a Toronto, Ontario.

## Carrera
El papel revelación de Devine en 1993 llegó en Love and Human Remains de Denys Arcand. Desde entonces ha trabajado de manera constante en la televisión y el cine canadiense y estadounidense obteniendo dos premios Gemini; un premio al mejor actor en 1997 por su interpretación de Ted Lindsay en Net Worth y en 1998, un premio al mejor actor de reparto Gemini por su interpretación del ingeniero de fuselaje, Jim Chamberlin en The Arrow. Ha sido nominado otras tres veces.

## Filmografía[3]

### Cine
- 1985 Night Magic
- 1986 The Boy in Blue
- 1986 And Then You Die
- 1988 The Jeweller's Shop
- 1988 Criminal Law
- 1990 A Touch of Murder
- 1990 Falling Over Backwards
- 1993 Love &amp; Human Remains
- 1997 Joe's Wedding
- 1999 The Wishing Tree
- 1999 Dinner at Fred's
- 1999 Striking Poses
- 1999 Judgment Day: The Ellie Nesler Story
- 2001 Reunion
- 2001 Ni una palabra
- 2003 Cold Creek Manor
- 2004 Contra las cuerdas
- 2004 Irish Eyes
- 2005 The Dark Hours
- 2005 A History of Violence
- 2006 Everything's Gone Green
- 2008 Outlander
- 2009 El cadillac de Dolan
- 2012 Mad Ship
- 2013 The Informant
- 2015 The Birdwatcher
- 2018 Backstabbing for Beginners
- 2018 22 Chaser
- 2018 Catch and Release
- 2018 I'll Take Your Dead
- 2023 Transformers: el despertar de las bestias

### Películas de televisión
- 1990 Double Identity
- 1990 Descending Angel
- 1992 Los niños de San Vicente
- 1993 Dieppe
- 1994 Against Their Will: Women in Prison
- 1995 Net Worth
- 1995 Iron Eagle IV
- 1997 Camiones
- 1997 Promise the Moon
- 1997 Too Close to Home
- 1997 Joe Torre: Curveballs Along the Way
- 1999 36 Hours to Die
- 2000 Who Killed Atlanta's Children?
- 2001 Life with Judy Garland: Me and My Shadows
- 2001 Brian's Song
- 2001 A Wind at My Back Christmas
- 2002 Scar Tissue
- 2002 100 Days in the Jungle
- 2003 Ice Bound: A Woman's Survival at the South Pole
- 2004 The Reagans
- 2005 Our Fathers
- 2006 The House Next Door
- 2007 Involuntary Muscles
- 2012 John A.: Birth of a Country - John Sandfield Macdonald

### Series de televisión
- 1996 Max the Cat (voz)
- 1999 The City (13 episodios)
- 2008 M.V.P. (2 episodios)
- 2010 Rookie Blue (5 episodios)
- 2013 Hannibal
- 2014 24 Hour Rental
- 2016 Eyewitness
- 2018 Impulse (6 episodios, 2018)
- 2019 The Bold Type (6 episodios)

### Miniseries de televisión
- 1997 The Arrow
- 2001 Dice
- 2001 Trudeau
- 2006 Prairie Giant: The Tommy Douglas Story
- 2007 St. Urbain's Horseman
- 2010 Keep Your Head Up, Kid: The Don Cherry Story